# PRIME TIME
PRIME TIME (プライムタイム) は、2017年4月3日よりFMヨコハマで放送されているラジオ番組である。

## 概要
コンセプトは『夜の街を盛り上げる本格的な音楽エンターテインメントショー』。2017年3月までMORNING STEPS (月 - 木の朝) とFRIDAY NIGHT HOT MIX (金曜深夜) を担当してきた栗原治久がメインDJを務める。更に曜日別レギュラーが登場する。
通常のスタジオブースではなく、ミキサー室にマイクを置き、栗原が自ら機材を操作しながら放送するというワンマンDJスタイルをとっている。
番組放送中は、リスナーがリアルタイムに参加できる仕組みを作っている。メールを受け付けているほか、ツイッターで専用ハッシュタグ (#prime847) のついたツイートが随時紹介される。また、放送前や放送中に番組の公式Instagramにてライブ動画が配信されることもある。なお、本番組のリスナーは俗に「プライマー」と呼ばれる。
本番組での選曲は基本的に洋楽であるが、1,2曲ほど邦楽が流れることもある。また、後述の「私の3曲 (わた3)」内で邦楽が取り上げられることもしばしばある。
毎月最終火曜日は、番組編成会議を行う都合で、総合司会の栗原と曜日別レギュラーが全員出演する。2020年3月頃より、新型コロナウイルス感染拡大防止の観点から、全員での出演は中断となっている。
レーティング期間中は"MIX PARTY"と題し、番組内でまるごとノンストップDJミックスを届ける編成となる (ニュース、交通情報等を除く) 。

## 放送時間

### 現在
- 毎週月曜 - 木曜 19:00 - 21:50 (2021年4月 - )

### 過去
- 毎週月曜 - 木曜 19:00 - 22:00 (2017年4月 - 2021年3月)
- 毎週木曜 19:00 - 21:50 (2019年10月 - 2020年9月)

## 出演者

### メインパーソナリティ (総合司会)
- 栗原治久 (2017年4月3日 - )

FMヨコハマリスナーの誰もが知る看板DJ。愛称は「栗ちゃん」。2001年4月から16年間続いた朝の番組『MORNING STEPS』の終了に伴い、FMヨコハマの夜の顔としてこの番組を担当。
18歳の頃よりクラブDJとしてのキャリアをスタートさせ、立教大学卒業後いすゞ自動車に入社し、1992年にFMヨコハマの第4回「インターナショナルDJコンテスト」にてグランプリを獲得し、1993年よりFMヨコハマでDJとしてのキャリアをスタートさせた。一時期栃木県のRADIO BERRYでもレギュラー番組を持ったが、現在では横浜駅近くの「BAR Luther」にてクラブイベント「RHYTHMIC」を主宰し、自身もDJプレイを担当する。
2020年からは番組の担当とともにAmazonが提供するライブ配信プラットフォーム・Twitch上でDJ配信を精力的に行っており、クラブ好きのリスナーの新たな集い場となっている。また、2021年からは海外のDJがTwitchを介して栗原と親交を深める事態となっており、ラジオの枠にとらわれない活動を繰り広げている。

### 曜日別レギュラー
- manatie (月) (2021年4月5日 - )

18歳からストリートダンスを始め、ダンスインストラクター・ ショーダンサー・振付師として国内、海外で活動中のプロダンサー。番組内では毎週月曜日に「PRIME TIME REPORT」のリポーターとして出演。  ストリートショーケース出演のみならず、メジャーアーティストや海外アーティストのMV、CM、国内の舞台や、マレーシア、中国でのステージにて出演・振り付けなど幅広くジャンルレスに活動中である。
- REMO-CON (火)[※ 1](2017年4月4日 - )

本名は田村哲也。1993年よりDJ・音楽家としてのキャリアをスタートさせ、1998年まで横浜MAHARAJAに在籍していた。1999年よりDJ BOSSとともに横田商会 (Y&Co.) を結成し、その後もCyber TRANCEやHOUSE NATION等avex系の楽曲提供やRemixを数多く担当。2001年から2007年までは「velfarre Cyber TRANCE」のレジデントDJも担当。さらに、KONAMIの『beatmania IIDX』シリーズへの楽曲提供でも知られる。2014年より『FRIDAY NIGHT HOT MIX』を栗原とともに担当してからFMヨコハマにおけるキャリアをスタートさせ、番組開始時より火曜日レギュラーを担当。現在は「Remote Control」(block.fm) との掛け持ち状態である。また、REMO-CON自身もTwitch上で「塩配信」と題してトランスやレイヴミュージックの配信活動を行うこともある。
- 川内美月（水） (2024年4月3日 - )

愛称「みーちゃん」。1998年4月18日生まれ。学生時代はテニス部。2009年、開港150周年記念市民ミュージカルに最年少で参加。2018年、第37回横浜開港祭親善大使「濱っ娘☆」として活動。2024年4月より水曜日リポーター。2024年10月16日のリポート先、AlphaTheta 横浜DJ Lab.にてDJレッスンを受け、2024年10月23日には番組内でTJOのサポートを受けながら初DJMIXを披露。山下公園にて2024年12月5日～2025年3月2日まで開催された「Winter Wonder Park Yokohama 2024」ではDJイベント「WEEKEND DJs Supported by Fm yokohama 84.7」にベテランDJと肩を並べて出演。番組内でのDJプレイ初披露はスペシャルウイーク期間中の2025年4月23日。
- DJ帝 (木) (2017年4月6日 - )

1984年に民謡の家系に生まれ、幼少期より唄・太鼓・三味線の芸道に進み、津軽三味線を持ち半年後の1998年津軽三味線全国大会少年部銀賞を受賞。紅白歌合戦でのバック演奏の経験もある。2002年よりHIP HOPのDJとしてキャリアをスタート。2003年に18歳という異例の若さで横浜の大箱クラブの週末メインDJ、ギャランティを得た。2014年に『FRIDAY NIGHT HOT MIX』へのゲスト出演をきっかけにFMヨコハマでのキャリアをスタートさせ、本番組開始時より木曜日レギュラーとして出演。また、2019年には「FUTURESCAPE」の小山薫堂の代打出演、2021年には「KANAGAWA SUBARU presents Shonan King Report」のリポーターを担当するなど、DJや民謡演奏者の枠にとらわれない活動を広げている。  さらに、Twitch上において、本番組関係者では最多となる6,000人以上のフォロワーを抱え、一部からは「配信帝王」呼ばわりされている。

### 準レギュラー
- TJO

本名はTakeru John Otoguro。PRIME TIME月2回レギュラー。  日本、イギリス、タイ人の血を引きパリに生まれ、5歳から来日した。 2003年よりDJ・オーガナイザーとして国内のNu Jazz / Crossoverシーンを中心に活動。Kyoto Jazz Massiveの沖野修也主催のイベント「Tokyo Jazz Meeting」やJazzanova 「...Mixing」リリースツアーのフロントアクトを務める。Break Beatsを主軸にHouse, Techno, Electro, Hip Hop, DnB等、ジャンル不問の自在なスタイルで様々なパーティーに参加。オーガナイザーとしては2006~09年に青山LOOPにて“新しい世代が築く現 在進行形のJAZZシーン”をコンセプトにした「absolute!!」を主宰し、Spiritual South、Simbadの初来日ツアーを企画、他にも様々な新世代の才能を積極的に紹介。また、海外レーベルよりイベント名を冠したコンピレーションをリリースする。その後もPUMA presents "redbook"のブッキングに携わり、Karizma, Elektrons, Sinden等注目のアクトをいち早く日本に紹介。現在は代官山AIRにてm-floの☆Taku Takahashi主催の「Tachytelic」、青山LOOPで「absolute!!」の後枠となる新イベント「BASS-MENT」のレジデント DJを務め、海外DJの招聘やライター業も務めた。また、日本発のクラブミュージック専門インターネットラジオ「TCY RADIO TOKYO（現：block.fm）」内のDJ MIXプログラム「TJO.」のDJ・パーソナリティの担当等、その活動を多岐に広げている。  現在は「TCY Radio」 (block.fm) を☆Taku Takahashiとともに担当するほか、「I-Cocoon」(bayfm) 等他局の番組にゲストDJとして数多く出演している。また、Twitter上で出演日以外に本番組や他番組へ参加することもしばしばである。
- DJ GARNET

PRIME TIME不定期レギュラー。2003年に地元横浜を中心に本格的にキャリアをスタートさせ、瞬く間にその名前は知れ渡るようになる。  メリハリのある柔軟な選曲で自由自在に空間を操り、疾走感溢れるDJ PLAYに皆気付けば体を揺らすようになり、最近では客を無視した自己満足なDJが増える中、何よりフロアを一番に考え、『踊る』というクラブの根本的かつ最高の魅力を体感させてくれる本物のクラブDJと評判が高い。選曲はメロウなR&Bが中心であり、Twitch上でも積極的にDJ配信を行っている。
- DJ BlackCandy

PRIME TIME不定期レギュラー。Michel Jackson の「Baby Be Mine」を世界で一番PlayしているベビーフェイスDJ。DJ歴20年以上、西麻布、渋谷のクラブを中心にレギュラーでDJ活動し、現在は横浜Lutherの第4土曜日レギュラーDJを担当。ブラックミュージックのSexyなGrooveにこだわりながらも踊らせる事を最も大切にするのがポリシー。老若男女、古今東西、国籍を問わず全てのオーディエンスをロックするDJプレイは職人芸。  本番組内では「ブラコン伝道師」を自称する本人ならではの上質なBlack Contemporary Mixを味わうことができる。また、Twitch上でも「ブラコンナイト」と題した配信活動を行っている。
- DJ is-k

PRIME TIME約月1回レギュラー。DJ帝と同学年。HipHopを軸としたオープンフォーマットな選曲とターンテーブリズムを融合したスタイルで東京・神奈川を拠点に様々な現場で活動。
単身で海外渡航した経験を生かし米軍基地内の専属DJの1人としても活躍している。
2021年にDOMMYとのターンテーブルユニットID238を結成し、チームとしても活動している。DJプレイバトルの国際大会「DMC 2022 世界大会で世界第2位。同じく世界大会の「IDA 2022」にて「ID238」で世界チャンピオン。「KAMIKAZE DJ WORLD 2022」優勝者。また日本のDJ BATTLEにて6回チャンピオン。配信プラットフォームTwitch上でも定期的に配信活動を行っている。
- DJ YU-KI

PRIME TIME不定期レギュラー。渋谷ATOM TOKYO“POP CANDY”RESIDENT DJ。2004年よりDJ活動を開始し年間200本を超える現場にてプレイ。AQUA PRODUCTION所属時代に「BEST POPS Megamix」シリーズなど多数のMIXCDをリリース。現在はDJ以外に、T3N4(テンフォー)名義でのアーティスト活動や、EDM総合ポータルサイト「EDM MAXX」運営と多彩に活動。当番組と友好関係にある「LuckyもえClubMusic」(LuckyFM) レギュラー出演。

### ニュースアナウンサー
- 横内美紗 (月 - 木) (2017年4月3日 - ) (2020年3月までは月・火担当)

かつてはNST新潟総合テレビのアナウンサーとして活動しており、現在はフリーアナウンサーとしてして活動中。

本番組内ではFｍ Yokohama NEWSを担当しているが、本番組リスナーの中にも横内アナのファンが数多くいる模様。

## 主なスタッフ
ディレクター
- えりD[※ 2]

AD
- たなーや（アルバイト）
- みきちゃん（村山水生）[※ 3][※ 4]
- みーちゃん（川内美月）
- みさきちゃん

ミキサー
- ナカジー
- 監督[※ 5]
- 桃北くん
- ゴウちゃん

過去のスタッフ
- さいとうちゃん
- フジモトさん

## タイムテーブル
(2022年10月現在)
| 時間  | 月曜日                         | 火曜日                                           | 水曜日                                 | 木曜日                         |
| ----- | ------------------------------ | ------------------------------------------------ | -------------------------------------- | ------------------------------ |
| 19:00 | オープニング・ラッパ THE 庶民  | オープニング・ラッパ THE 庶民                    | オープニング・ラッパ THE 庶民          | オープニング・ラッパ THE 庶民  |
| 19:00 | PRIME TIME REPORT              | K点観測 or 本日の2曲目                           | PRIME TIME REPORT                      | 帝点観測 or 帝チャレンジ       |
| 19:17 | Fm yokohama NEWS               | Fm yokohama NEWS                                 | Fm yokohama NEWS                       | Fm yokohama NEWS               |
| 19:21 | FMヨコハマラジオショッピング   | FMヨコハマラジオショッピング                     | FMヨコハマラジオショッピング           | FMヨコハマラジオショッピング   |
| 19:30 | PRIME TIME REPORT              | 私の3曲 (わた3) 採用メール発表                   | PRIME TIME REPORT                      | 私の3曲 (わた3) 採用メール発表 |
| 19:41 | Fm yokohama TRAFFIC REPORT     | Fm yokohama TRAFFIC REPORT                       | Fm yokohama TRAFFIC REPORT             | Fm yokohama TRAFFIC REPORT     |
| 19:43 | MAHALO TIME                    | MAHALO TIME                                      | MAHALO TIME                            | 物流魂 presents Driver's♡Heart |
| 19:43 | 私の3曲 (わた3) 採用メール発表 | クオリティトーク                                 | 私の3曲 (わた3) 採用メール発表         | MAHALO TIME                    |
| 20:00 | PRIME TIME MIX                 | PRIME TIME MIX                                   | PRIME TIME MIX                         | PRIME TIME MIX                 |
| 20:54 | Fm yokohama NEWS               | Fm yokohama NEWS                                 | Fm yokohama NEWS                       | Fm yokohama NEWS               |
| 21:00 | 私の3曲 (わた3)                | 私の3曲 (わた3)                                  | 私の3曲 (わた3)                        | 私の3曲 (わた3)                |
| 21:25 | かけそびれ                     | あの曲、その曲、ここが好き、略して「あ・そ・こ」 | かけそびれ                             | 元ネタ選手権                   |
| 21:35 | かけそびれ                     | ゴールド会員メール紹介                           | ニチリョク presents 幸せな人生の終い方 | へっぺーじ先生                 |
| 21:45 | エンディング                   | エンディング                                     | エンディング                           | エンディング                   |
| 21:46 | SPORTS LINE                    | SPORTS LINE                                      | SPORTS LINE                            | SPORTS LINE                    |

## コーナー

### 月 - 木
- ラッパ THE 庶民

栗原(毎日)＆DJ帝 (木のみ) が自慢のラップで軽快にスタートするオープニング企画。火曜担当レギュラーのREMO-CONや一部リスナーからは「謎のラップ」呼ばわりされており、REMO-CONより「許可無しでなぜラップを始めるの？」と言われ言い訳をしている間に2曲目が始まるパターンが2022年10月の横田商会と栗原のコラボツイキャス配信から定常化した。
- MAHALO TIME

ハワイアンを中心としたスローな曲をオンエア。栗原が選曲する。
- PRIME TIME MIX

ノンストップDJミックスのコーナー。途中CMを挟み、前半に約20分、後半に約30分放送される。
月曜・水曜は栗原、火曜はREMO-CON、木曜はDJ帝が担当する。
TJO（月イチレギュラー）、DJ GARNET等、ゲストDJが担当する場合がある。詳細については後述。
- 私の3曲 (わた3)

2021年1月開始。リスナーが選んだ3曲をDJたちが紹介する。ちなみに、「私の3曲 」と言った後に流れる曲は、REMO-CONの「Fuze」である。
また、毎回冒頭において「夏の扉」のイントロに乗せて番組担当のえりＤの１日を紹介している。「えりD日記」を紹介する際に、栗原が「ボク、ドラえもん～」とモノマネをするが、2022年夏期以降、「ボク、ドラえもん、、、と言わずに、ふなっしーだなっしー！」とモノマネを増やしており、調整室内では凍り付く無言時間が3秒以内で発生する。
この「えりD日記」は、調整室内で動画撮影され、番組公式インタグラムのストーリーズにアップされる。その際、特に木曜日は、ディレクター、スタジオ内のDJ帝、さらにはADが撮影するが撮影で囲まれる総合MC栗原、と言う奇異な状況が生まれている。
また、2022年1月15日スペシャルウィーク出演で”わたさんMIX”を担当したDJ Garnetが歌詞「髪を切った私に」の替え歌詞「髪を切ってまた伸びた」を「髪を切ってまた切った」と間違えたことから、総合司会の栗原がその後の「えりD日記」の替え歌の歌詞をそのまま使うようになった。
2022年10月以降は横田商会と栗原のコラボツイキャス配信から、「REMO,REMO～～～！」と栗原が叫ぶようになった。併せて、採用リスナー紹介の前フリの時に、なぜか「ちびまる子ちゃん」のキャラクター「はなわくん」のモノマネ(MC栗原はちびまる子ちゃんを見ていない：2023年8月7日発覚)をするも、調整室内では凍り付く無言時間が3秒以内で発生する。
2023年2月ごろより「わたさん」の紹介の際に栗原より「この3曲を作るのは、、、あだたです。。。」というようになって、調整室内を凍りさせている。さらには、「夏の扉」を流している間に栗原のモノマネ大会となり、ノドに手を当てて震わせながら言う「ウッドペッカー」からドラえもん、ふなっしーと連続したモノマネを披露している。(ふなっしーの所以などをMC栗原は知らずにモノマネをしていたことが発覚：2023年8月7日発覚)
19時台に採用メール発表と同時に、Twitterでリアルタイム参加のリスナーから即興リクエストを募る「インスタントリクエスト」がある。最近は、そのリクエストに何故か「Last Christmas/WHAM!」がお題に関係なく上がるため、一部にネタとされている。
その際、木曜日の採用メール紹介では、木曜日レギュラーDJ帝が、栗原の紹介文の声をかぶせて、ユニゾンで読むが、途中の早口では、ゴニョゴニョと言って誤魔化し合うようになった。
2023年9月21日(木)放送分のディズニーモノマネトークから、同年10月3日(火)のディズニーソングわたさんでの第1位紹介で「美女と野獣」の野獣のモノマネ(エフェクトで声を加工した)「私は野獣ではない。、、、こんばんわ、野獣です。」と言うセリフがツボにハマった栗原が以降、使い始め毎回の第1位の発表時に「野獣のモノマネ(野獣の本名はアダム王子)」をし始めた。ちなみに2023年10月の聴取率週間では、「野獣のモノマネ」をTJO、DJ YU-KI、DJ Is-kがモノマネに乗っかり、放送がカオスになった。
過去の放送回における選曲は以下の通りである。 、以下に示すラジオネームは紹介時のものである。
- かけそびれ

栗原がこの日かけそびれた曲をオンエアする。
- フタリニナリタイ (しみったれ)

2021年6月に「男のバラードじゃんけん」が「しみったれ」として実質的に復活。栗原が甘い言葉とともにしみったれソングを届ける。その後、コーナー内で栗原が曲フリの寸劇中で「フタリニナリタイ」と言い臨港パークへ女性を誘うシチュエーションが設定されることになり、TJOの出演時には「フタリニナリタイ合戦」としてそれぞれの妄想劇を披露するコーナーとなった。
2023年に入ると、水曜日レギュラー村山水生やＡＤを担当している際は川内美月も参加して、「フタリニナリタイ」をコラボするようになった。

### 中継コーナー
新型コロナウイルス感染拡大防止の観点から中断されていたが、2022年より「PRIME TIME REPORT」が、2025年からK点観測、帝点観測が復活した。
- PRIME TIME REPORT (月)（水）

manatie (月) による中継レポート。神奈川県内 (主に横浜周辺) から届けている。2021年9月まで出演していた大山の場合は「あいみ行くリポート」と自称していた。
- K点観測（火、不定期）

栗原による中継レポート。主に、コレットマーレ前のマンホールの上から届けている。
REMO-CONはその間スタジオに残り、進行を務める。
- 帝点観測（木）

DJ帝による中継レポート。主に、横浜高島屋前から届けている。

### 曜日別コーナー
火曜日
- あの曲、その曲、ここが好き、略して「あ・そ・こ」(2022年7月 - )

火曜日担当の総合司会の栗原とREMO-CONが毎週1曲セレクトして、それぞれが紹介した曲の好きな部分を紹介するコーナー。ちなみにBGMはREMO-CONセレクトのプロレスラー入場テーマ曲であるが、よくかけ忘れる。
木曜日
- 帝チャレンジ

DJ帝が、津軽三味線、尺八などにチャレンジするコーナー。
- 物流魂 presents Driver's♡Heart

物流ドライバーへの応援メッセージを栗原が代読するコーナー。メッセージが採用されるとコーナーオリジナルステッカーがプレゼントされる。
- 元ネタ選手権

最近の曲と、過去の曲でメロディーが似ている曲を取り上げ、聴き比べるコーナー。 栗原とDJ帝の交互で選曲。
- へっぺーじ先生

津軽なまりの教育指導の先生が、ラブソングを紹介するコーナー。Twitterのタイムラインから3人選び、「短いスカート禁止」「男女交際禁止」「チラシ配りによる夜のアルバイト禁止」と注意をしていく(なぜか見つかるのは女生徒のみ)。そして人文学の授業と称し、「教科書ごずーへっぺーじを開け！」と言うところから「へっぺーじ先生」と呼ばれるようになった。途中、休止期間があったが、2022年1月13日(木)放送分での1,000回放送記念で、復活。現在に至る。容姿はDJ帝に似ているが、訛り方は「Twitch」の配信帝チャンネルに出没する「さくら議長」に非常に似ており、どちらが先かは、誰も真偽を知らない。さらにラブソングを紹介時は、なぜか「標準語」で読み上げ、最後に「君をベッドでアインシュタイン」と言い、曲に入る。しかし、曲終わりには訛りが復活し、何故か「故郷(くに)」に帰らずに「鶴見の東横インホテル」に寝泊まりしているという、謎のキャラクター。2023年1月からは「桜木町立みなとみらい東高校」の教育指導先生として日夜見回りをしている、、、らしい。

### 期間限定コーナー
- 高校野球インフォメーション（月 - 木 19:00 - 2022年度は朝07:15頃から放送。）

毎年7 - 8月にかけて放送される、約5分間のコーナー。
神奈川県内の出場校への取材模様、県内で開催される高校野球の試合の結果を取り上げる。
パーソナリティは、白井京子（放送開始 - 2019年度）、村山水生（2020年度）、川内美月（2021年度）

## PRIME TIME MIXについて
本番組の目玉企画である「PRIME TIME MIX」であるが、DJごとに異なるクセを有する企画である。ここでは、MIX中の"お約束"的行事も含めて概説する。
DJ KURIHARA MIX
栗原の場合は、フリースタイルや80'sダンスクラシックを得意としており、このジャンルの曲を流すことが多い。これに加えて、1年以内の新譜や2010年代EDMヒットも時々MIXでオンエアする。さらに、日によってテーマを設けることもある (一例として、海の日にビーチサイドで聴きたいEDMや80'sR&Bを集めた「ビーチサイドクリハラ」MIXがある) 。なお、栗原の場合はTwitch内で該当するジャンルの楽曲を中心にDJ配信を基本的に毎週行っており、本番組内の選曲の参照先にもなる。
DJ REMO-CON MIX
REMO-CONの場合は、「バキバキタイム」と題してレイヴスタイルのMIXを毎週オンエアする。基本的にはMIXの前半パートでバキバキタイムがオンエアされ、後半パートでは毎週変わったテーマでジャンルレスにMIXを届ける。しかしながら、後半パートにおいても定番となっているレイヴスタイルナンバーがオンエアされるのが通例である。以下では、MIX内において通例となっているコーナーを紹介する。
①「やることチャチャっとのコーナー」
毎週番組宛に送られた誕生日メールを後半パートの初めにREMO-CONが紹介するコーナー。架空のディスコPrimeTime（所在地ランドマークタワー88F）でベテランDJ（REMO-CON）がバースデーコールをしようとするが、イマイチ空気の読めない新人スタッフ（栗くん）に準備ができていないと待ったをかけられ、イマイチ噛み合わない会話を重ねながらディスコの裏事情を暴露していく。一通り準備が整うと、JUPITER PROJECT「Happy Birthday」 に乗せて誕生日のプライマーやその身内を紹介する。一通り紹介し終わった後にはREMO-CONによるディスコサイレンがかかる。その後にマハラジャ東京社長だった成田勝氏の『君の誕生日』をBGMにしながらREMO-CONが誕生日メールの決まりごととして、早すぎる期日、過ぎすぎたメールを注意しつつ日本語通訳として、応募を待っていることを話しながら、「親族は3頭身まで」と言い、その後に総合司会者の栗原が「それを言うなら3親等です」と言い、コーナー終了となる。2023年1月より誕生日紹介コーナーは放送日当日に誕生日のリスナーのみ紹介することに変更になった。最長時間コーナー開始より約15分行った。
②「漢祭り」
REMO-CONが髙田延彦に扮して「田村リモ彦」と名乗り、番組のTwitterタイムラインを5分前後遡り、参加しているプライマーを読み上げる点呼コーナー。一通り点呼が終わり次第、REMO-CONによる渾身の「出てこいヤァ!!!」でコーナーが終了し、何事もなかったかのように後半パートがスタートする。
2022年2月1日放送回において「コーナーが巣立つ」という趣旨の発言をREMO-CONがしており、実質的に本コーナーの終了を意味すると思われる。
③「点呼」
不定期に行われる点呼コーナー。過去には毎週行われていた。
「どーも」
Simon Adams, Stefano Mango「Cornflakes」の「No More」(空耳で「どーも」と聞こえる)の箇所で「〇〇、どーも！」と読み上げる。
「お前〇〇じゃねえか」
贅沢ホリデイズ「節子」の「つこつこ…」の箇所で「お前〇〇じゃねえか」と読み上げる。
「あんたが〇〇」
Homma Honganji「You're The Boss」に乗せて「あんたが〇〇」と読み上げる。
④「Kanagawa: What Time Is Love?」
The KLFの「America: What Time Is Love?」に合わせて、神奈川県の地名を読み上げていくコーナー？行事？儀式？である。REMO-CONの出身地である座間市は読み上げられない事が多い
⑤「消えたデスパシート」
REMO-CONがリポートなどでスタジオにいないとき、20時のスタートまでにスタジオに帰ってこない場合に苦肉の策で「Despacito」(Luis Fonsi) をOAするというお約束である。2019年2月26日の放送回でREMO-CONのスタジオ到着が危ぶまれ、DJ帝が代理MIXで1曲目に「Despacito」をOAしようとしたところ、ちょうどスタジオに到着し予定通りにREMO-CONのMIXが始まったことから「消えたデスパシート」と呼ばれるようになった。
2019年5月28日放送回においては、REMO-CONが間に合うことができず、DJ帝が「Despacito」を流すことに成功し、「帰ってきたデスパシート」となった。
2022年10月11日放送回において、コロナ禍以降久々のリポートとなったREMO-CONが20時に間に合わず、無念の「Despacito」オンエアとなったが、1番の途中でREMO-CONが到着し、MIXがスタートしたことから、「イントロで消えたデスパシート」となり、旧来の文化が復活することとなった。
2022年10月27日放送回においては、レポートを担当したDJ帝が同じく20時に間に合わず「Despacito」がオンエアされ、木曜日初の採用となった。
⑥「PRIME大爆笑」
いかりや長介のそっくりさんこと「いかREMO-CON介」がMIX後半に入る前に「やることチャチャっとのコーナー」の導入を行うコーナー。コーナー名はドリフ大爆笑が由来。
番組内で度々いかりやのモノマネをしてきたREMO-CONであるが、正式にコーナー化したのは2023年1月17日からであり、「えぇ～」という口癖がある。そしてラジオではあるものの「それでは…ご覧ください」の決まり文句で「やることチャチャっとのコーナー」へと繋ぐ。
2024年3月いっぱいで終了した事になっているが、なぜか現在も継続中。
⑦「本日のDaisuke」
Y&Co.名義で自身が作曲し、beatmania IIDXへと提供した「Daisuke」を一日のどこかでかける、場合によっては本日の2曲目等、PRIME TIME MIXの時間外でかけることもある。
DJ帝 MIX
DJ帝によるMIXはHIPHOP・R&B系の選曲がメインとなる。注目の新譜を紹介する時もあるが、オールドスタイルの選曲で構成される時もあり、2枚使いなど長年の現場経験で培ったスキルを存分に発揮する。また、MIX内の"お約束"は全曜日の中でも屈指の人気度合である。以下ではその"お約束"について紹介する。
①「亀田の公園」
2021年以前に頻繁にオンエアされていた「Powerglide ft. Juicy J」(Rae Sremmurd, Swae Lee, Slim Jxmmi) のサビの部分で「亀田の公園」と空耳で聴こえる部分があることに因む。この曲が流れるとプライマーが一気に盛り上がり、番組を代表する1曲となっていた。しかしながら、2021年4月以降はオンエア頻度が減少し、以下に紹介するコーナーに取って代わられている。
②「DJミカーーーーーー」
曲の冒頭でのプロデューサータグが特徴的であるDJ Khaledのナンバー、とりわけ「WE GOING CRAZY」(DJ Khaled ft. H.E.R., Migos) のイントロに乗せて「DJミカーーーーーー」と声高にコールすることでプライマーを一気に盛り上げる。
③「いえっ！いえっ！」
「HUMBLE」(Kendrick Lamar) に乗せたコールである。
④帝整体院
本MIXの目玉となる人気コーナー。連日の放送やDJ配信で日々腰を使っている栗原がクセの強い整体院に訪れるという設定の下、帝が栗原に整体を行うのだが、毎回のように帝は栗原に対し過剰な施術を行い、しまいには栗原が「ダメだよこの医者～」とぼやいて帰る羽目になる。しかしながら、結局栗原は毎週のように帝整体院に通うヘビーユーザーとなっており、まんまと術中に嵌っている。
具体的な流れは次の通り。帝が施術を行う際には「Crunk Ain't Dead Remix」(Duke Deuce, Lil Jon, Juicy J & Project Pat) に乗せて何十発も銃撃する威力で栗原を施術する。悶絶した栗原に対し、「ジュルリジュルリジュルリジュルリ…」と液体を塗りまくり、「The Box (Remix)」(Roddy Ricch) に乗せてその勢いを加速する。無茶苦茶の事態に栗原は「ダメだよこの医者~」と愚痴をこぼすが、翌週は何事もなかったかのようにまた帝整体院に顔を出す常連客となっている。何故にまんまと帝整体院の術中に嵌ってしまうのかについては不明である。
DJ TJO MIX
TJOによるMIX。
DJ GARNET MIX
DJ GARNETによるMIX。
DJ BlackCandy MIX
DJ BlackCandyによるMIX。 
機材
DJ達がMIXする際に使用する機材はPioneer DJ社の機材を使用する
- DJプレイヤー: CDJ-900NXS
- ターンテーブル: PLX-1000
- DJミキサー: DJM-750MK2

## Twitchとの関係
本番組の総合司会である栗原、および曜日レギュラーであるREMO-CON、DJ帝はそれぞれTwitch上でDJ配信を行っている。中でもDJ帝は一大ストリーマーであり、番組内でもたびたび「配信帝王」と揶揄される。REMO-CONについては、自身が担当するもう1つの番組「Remote Control」(block.fm) の同時生配信 (block.fmスタジオの使用禁止期間中) や「塩配信」と題してトランスやレイブを中心に配信行為を行う。
2021年4月頃よりしきりに番組内でも「アイッチ」「紫の方」「RAID」などTwitchを揶揄するかのような発言が増えてきており、本番組との関係は日に日に深まっている。また、出演DJ同士がTwitch内で交流を深めるだけでなく番組のTwitterタイムラインに登場したり、ひいては急遽非番のDJが生電話またはスタジオ出演を果たすなど、DJ同士の交流が日に日に深まっている。この現象もTwitchとの関係を持ち始めて以来顕著になったと言える。
また、本番組リスナーの中にも栗原等の影響を受けてDJ配信をスタートさせる者が現れてきており、DJとしての影響力を番組外でも存分に発揮している。

## 公開生放送・番組イベント等
公開生放送
- PRIME TIME LIVE in EVVIVA! DISCO (2019年7月24日)

ららぽーと海老名3階フードコートEVVIVA!から公開生放送。
同施設のイベント「EVVIVA! DISCO」とのコラポレーション企画として、栗原、REMO-CON、DJ帝が番組まるごとノンストップDJミックスを届けたほか、村上によるレポート、大山による生ライブが披露された。
この公開生放送にあわせ、7月中の水曜日は同施設からのレポートが届けられた。
- EVVIVA! DISCO 祝令和！NEW YEARS EVE PARTY with PRIME TIME (2019年12月31日)

ららぽーと海老名3階フードコートEVVIVA!から公開生放送。同施設のイベント「EVIVVA! 年越しDISCO」とのコラボレーション企画。
番組イベント
- 山安 presents PRIME TIME 帝点ライブ in 鎌倉 (2018年3月31日)

山安鎌倉店にて行われた、事前抽選による招待制のイベント。2部入れ替え制で実施された。
山安スタッフによる干物トークと、DJ帝による三味線ライブが披露された。
- EVVIVA! DISCO supported by PRIME TIME (2019年7月30日)

イベント前週（7月24日）の公開生放送に続く、ららぽーと海老名とのコラボレーションイベント第2弾。
当日の番組では、大山による中継レポートを実施した。
DJ：DJ帝／大山愛未／DJ GARNET
ゲスト：DJ MISAKO
- ALOHA MARCHE in Shin Yokohama PRIME TIME PARTY (2022年8月13日)

新横浜プリンスホテルでのハワイイベント｢アロハ･マルシェ in 新横浜｣とFMヨコハマがジョイントし、｢PRIME TIME｣が出張イベントを開催。ハワイアンスタイルのDJショーやゲストミュージシャンとダンサーによるライブを実施した。
当日の様子は、同年8月15日のPRIME TIMEにて紹介された。
出演者/栗原治久、manatie、DJ帝(村山水生は体調不良により欠席、代演は川内美月)
ゲスト/マナ・レオネ・ハセガワ、清水徹也、吉野麻衣子、モアニ･ケ･アラ･オ･カウラカヒ（フラチーム）、スタジオブーサング（manatie先生のダンス低学年クラス）